# Báo thù (phim 2019)
Báo thù (tiếng Anh: Cold Pursuit) là một bộ phim hành động giật gân của Hoa Kỳ năm 2019 đạo diễn bởi Hans Petter Moland (trong lần đầu ra mắt ở Hollywood) từ một kịch bản của Frank Baldwin. Phim có sự tham gia của các diễn viên Liam Neeson, Tom Bateman, Tom Jackson, Emmy Rossum, Domenick Lombardozzi, Julia Jones, John Doman, và Laura Dern. Đây là phiên bản làm lại chính thức của bộ phim năm 2014 của Na Uy In Order of Disappearance (Kraftidioten), cũng do Moland chỉ đạo, phim theo chân một tài xế lái máy xúc tuyết đầy thù hận, người bắt đầu báo thù các thành viên của một băng đảng ma túy sau vụ việc con trai mình bị giết. Bộ phim được phát hành tại Hoa Kỳ vào ngày 8 tháng 2 năm 2019, bởi Summit Entertainment. Phim đã thu về 76 triệu đô la trên toàn thế giới và nhận được đánh giá tích cực từ các nhà phê bình, những người ca ngợi các cảnh hành động và hài đen.

## Cốt truyện
Trong phim, diễn viên Liam Neeson vào vai Nels Coxman - một người đàn ông bình dị và là tài xế xe dọn tuyết mẫn cán tại khu nghỉ dưỡng Kehoe - được nhận danh hiệu Công dân của Năm. 
Nhưng ngay buổi sáng hôm sau, ông phát hiện ra cậu con trai Kyle Coxman (Micheál Richardson) chết vì dùng ma túy quá liều. Vợ của Nels là Grace (Laura Dern) cũng bỏ đi vì không chịu được nỗi đau. Tin rằng con mình không phải là kẻ nghiện ngập, Nels dốc lòng tự mày mò manh mối.
Hóa ra, những kẻ đứng đằng sau cái chết oan uổng của chàng trai trẻ là băng đảng buôn lậu ma túy do ông trùm Trevor "Viking" Calcote (Tom Bateman) cầm đầu. Mang trong nỗi phẫn uất và cay đắng, người cha quyết tâm săn lùng từng tên tội đồ để trả thù cho con trai. 

## Diễn viên
- Liam Neeson với tư cách là Nels Coxman
- Tom BHRan trong vai Trevor "Viking" Calcote
- Tom Jackson trong vai White Bull Legrew
- Emmy Rossum trong vai Kim Dash, một sĩ quan cảnh sát Kehoe
- Domenick Lombardozzi với vai Mustang, người thi hành án cao cấp cho Viking
- Julia Jones trong vai Aya, vợ cũ của Viking và mẹ của con trai ông
- John Doman trong vai John "Gip" Gipsky, đối tác của Kim
- Laura Dern với tư cách là vợ của Grace, Nels
- Aleks Paunovic với tư cách là thám tử Osgard
- William Forsythe với vai Brock "Wingman" Coxman, cựu hitman cho cha của Viking
- Raoul Trujillo với tư cách là Giles "Thorpe" Wills, một thành viên của người Ute và người thực thi cho White Bull
- Benjamin Hollingsworth trong vai Tycho "Dexter" Hammel, người thi hành án cho người tình bí mật của Viking và Mustang
- Michael Eklund trong vai Steve "Speedo" Milliner
- Bradley Stryker trong vai Jacob "Limbo" Rutman
- David O'Hara với tư cách là Gallum "Sly" Ferrante, một người thi hành cho Viking
- Christopher Logan trong vai Ameet "Shiv" Anand
- Nathaniel Arcand trong vai Fredrick "Khói" Alycott
- Ben Cotton với tên Timothy "Windex" Denois
- Micheál Richardson trong vai Kyle Coxman, con trai của Nels
- Mitchell Yên ngựa như Clement "Avalanche" Skenadore
- Manna Nichols trong vai Minya, thư ký tại trụ sở của White Bull
- Arnold Pinnock với tư cách Leighton "The Eskimo"
- Wesley MacInnes với tư cách là Dante Ferstel
- Elysia Rotaru với tư cách là nữ phục vụ bữa tối
- Nicholas Holmes trong vai Ryan Calcote, con trai của Viking
- Michael Adamthwaite trong vai Jeff "Santa" Christensen
- Elizabeth Thái trong vai Ahn, vợ của Brock
- Gus Halper trong vai Anton "Bone" Dinckel
- Kyle Nobess trong vai Simon "Baby Hawk" Legrew, con trai của White Bull
- Glen Gould trong vai Duane "War Dog" Michell
- Glenn Wrage vai Kurt (giọng nói)
- Michael Bean trong vai Parson
- Nels Lennarson trong vai Chuck Schalm, người gác cổng tại trường của Ryan